# Bystřice (přítok Bíliny)
Bystřice (německy Seegrundbach, Flössbach) je malý vodní tok v okrese Teplice. Pramení v lesích jihozápadně od Cínovce v nadmořské výšce 860 metrů. Je dlouhá 19,9 km, její plocha povodí činí 70,9 km² a průměrný průtok v ústí je 0,48 m³/s. Teče převážně jižním až jihovýchodním směrem.
Od hranic s Německem je to prudký podhorský potok. Své vody sbírá v lesích Krušných hor. Až do Dubí protéká řídce osídlenou krajinou a kopíruje průběh silnice. Pod Dubím vstupuje do hustě osídlené Mostecké pánve a protéká Teplicemi. V povodí má několik poměrně velkých vodních ploch. U Velvět se v nadmořské výšce 175 metrů vlévá zleva do řeky Bíliny.